# Aspekt (Biologie)
Aspekt (lat. aspectus „Aussehen“) ist ein in vegetationskundlich arbeitenden Fächern wie Geobotanik oder der Landschaftsökologie häufig in Zusammenhang mit jahreszeitlichen Abfolgen gebrauchter Begriff. Er bezeichnet das phänologische Erscheinungsbild einer Tier- oder Pflanzenart bzw. die Gestaltung eines Ökosystems oder einer Biozönose während einer bestimmten Jahreszeit. 
Das Aussehen der Art, des Ökosystems oder der Landschaft werden von einer regelmäßig wiederkehrenden Abfolge von Merkmalen charakterisiert (Aspektfolge). 
Der jahreszeitliche Aspekt einer Landschaft wird oft von wenigen, aber massenhaft auftretenden Arten (z. B. Löwenzahn) oder besonders auffallenden Arten (z. B. Herbstzeitlose) bestimmt, welche die Pflanzensoziologie bzw. Pflanzengesellschaft dominieren.